# Recoil (игра)
Recoil — компьютерная игра в жанре аркадного танкового симулятора, разработанная компаниями Westwood Studios и Zipper Interactive и изданная Electronic Arts в 1999 году для Microsoft Windows.
Геймплей игры основан на управлении игроком экспериментального танка «BFT» (англ. Battle Force Tank), который перемещается по различным локациям благодаря самолёту вертикального взлёта и посадки. Сюжет игры разворачивается в антиутопическом ближайшем будущем, где могущественная корпорация захватила всю власть на планете и желает поработить всех её жителей с использованием роботизированных технологий. Игрок выступает членом сопротивления и борется с поработителями.

## Рецензии и отзывы
| Сводный рейтинг | Сводный рейтинг |
| Агрегатор       | Оценка          |
| --------------- | --------------- |
| GameRankings    | 66,19 %         |

Recoil была удостоена многих рецензий от авторитетных обозревателей, её оценки колеблются от 90/100 до 50/100.